# Noalejo
Noalejo is een gemeente in de Spaanse provincie Jaén in de regio Andalusië met een oppervlakte van 50 km². In 2001 telde Noalejo 2208 inwoners.